# 道の駅銀の馬車道・神河
道の駅銀の馬車道・神河（みちのえき ぎんのばしゃみち・かみかわ）は、兵庫県神崎郡神河町にある国道312号の道の駅である。

## 施設
- 駐車場 : 30台
- トイレ 15器
- 飲食・物販・販売施設
- 情報提供・休憩コーナー
- アンテナショップ
- イベント広場

## アクセス
- E95 播但連絡道路 神崎南ICから4km
- 国道312号